# Murry Wilson
Murry Gage Wilson, född 2 juli 1917 i Hutchinson, Kansas, USA, död 4 juni 1973 i Inglewood, Kalifornien, var en amerikansk  musikproducent och far till de tre Beach Boys-bröderna Brian Wilson, Carl Wilson och Dennis Wilson. Fram till sin död var han gift med Audree Wilson (född Korthof, 28 september 1917 – 1 december 1997), mor till bröderna Wilson.
I miniserien Beach Boys: An American Family gestaltas Murry Wilson av Kevin Dunn och hans hustru Audree av Alley Mills.

## Biografi
Murry blev paret William Coral och Edith Wilsons tredje barn i en syskonskara som slutligen blev åtta till antalet. Då Murry var fyra år flyttade familjen Wilson från Kansas till Kalifornien och under de följande åren kom familjen att flytta runt kring Los Angeles-området innan de slutligen slog sig ner i Inglewood. 
Murry Wilsons far, William Coral "Buddy" Wilson, var en arbetsam men grinig man som hade alkoholproblem och försummade fru och barn. William Coral Wilson lyckades aldrig behålla ett arbete särskilt länge och lät sina frustrationer gå ut över sin familj, särskilt då över sonen Murry. 
Det blev kvinnan i huset, Edith Wilson, som fick försörja familjen och deras äldre barn fick ofta hjälpa till. Under tonåren fick Murry i princip försörja sin familj på egen hand men den stora depressionens effekter ledde till att han oftast fick nöja sig med diverse  tillfälliga arbeten. På grund av de tuffa tiderna tvingades Wilson-barnen underhålla sig själva, vilket de vanligtvis gjorde genom att sjunga - antingen för sig själva eller tillsammans. Murry älskade den tiden och hittade även en gammal gitarr som han lärde sig spela på egen hand. Det var vid den här tiden som Murry insåg att han ville bli låtskrivare.
Murry Wilson tog studenten vid George Washington High School, dock utan exceptionellt goda betyg. Vid den här tiden hade han utvecklat ett hett temperament och var både arrogant och dryg. Hans familjeliv blev gradvis svårare i och med att hans fars knytnävsslag blev vardagsmat. Då Wilson fick fast anställning hos ett gasbolag i södra Kalifornien började han avskärma sig från sin hemmiljö och kom vid den tiden att träffa sin framtida fru, Audree. Murry och Audree gifte sig den 26 mars 1938. 
Murry Wilson fortsatte arbeta för gasbolaget fram tills hans förste son, Brian Wilson, föddes i juni 1942. För att kunna försörja sin nu växande familj bättre tog Murry jobb som förman på en av Goodyears däckfabriker. Murry var dock besviken över att han ännu inte lyckats bli framgångsrik. I december 1944 fick makarna Wilson sin andra son, Dennis, och några månader senare när Murry arbetade på den Goodyear-ägda fabriken råkade han ut för en arbetsolycka och förlorade vänstra ögat. Efter olyckan krävdes mycket rehabilitering och Wilson fick under en period bära ögonlapp, men fortsatte arbeta på företaget. Efter olyckan blev han dock inte kvar vid Goodyear särskilt länge innan han gick över till ett annat företag, AiResearch. Med tiden slutade han arbeta där för att istället starta eget.
Med sitt nya jobb hade Wilson råd att köpa ett hus i Hawthorne. I december 1946 föddes makarna Wilsons tredje och sista barn, sonen Carl, och familjen var komplett. Murry älskade att spela musik och sjunga för sina söner. 
Murry Wilson hade ännu inte gett upp sin dröm om att få arbeta som låtskrivare och han ägnade varje ledig stund åt att sitta vid pianot, där han spelade och sjöng och under början av 1950-talet fick han del kontakter inom musikbranschen. Han började arbeta för Guild Music, ett mindre skivbolag som ägdes av Hite och Dorinda Morgan som senare kom att producera Beach Boys-singeln Surfin', samt för skivbolaget Palace Records. Jimmy Haskell, en artist som hade fått skivkontrakt av Palace, kom att spela in två sånger komponerade av Murry Wilson - Hide My Tears och Fiesta Day Polka - medan en grupp kallad The Bachelors kom att spela in vad som skulle bli Wilsons största succé; dansmelodin Two-Step Side-Step. Wilsons karriär som låtskrivare nådde sin höjdpunkt då Lawrence Welk med orkester framförde Two-Step Side-Step live i ett TV-program, därefter gick det bara utför.
Medan sönerna växte ökade även deras intresse för musik och de började sjunga tillsammans med sina föräldrar. Murry köpte en orgel till sin fru så att de kunde sjunga och spela tillsammans. Men de glada musikstunderna till trots var stämningen ofta spänd i Murrys närvaro. Murry hade ärvt sin fars labila personlighet och lät ofta sina frustrationer och sin ilska gå ut över sina söner, liksom hans egen far gjort mot honom. Bröderna Wilson utsattes ofta för fysisk misshandel av fadern Murry och Dennis var den som råkade värst ut. 
Under mitten av 1950-talet gjorde rock'n'roll-musiken entré, något som bröderna Wilson intensivt uppmärksammade och de började sjunga med vänner och grannar. Brian spelade alltid piano eller orgel och arbetade fram olika sångarrangemang medan Carl lärde sig spela gitarr tillsammans med en grannpojke. Mike Love, son till Murrys syster Emily Glee och därmed kusin till bröderna Wilson, började umgås med sina kusiner och det dröjde inte länge innan de började sjunga och spela tillsammans. 
Murry och Audree åkte på en affärsresa till Mexiko under sensommaren 1961. Medan de var borta komponerade grabbarna låten Surfin' som de spelade för Murry då han och Audree kommit hem. Då Murry hade en del kontakter inom musikbranschen lovade han att hjälpa dem att få låten inspelad. Murry utnämnde sig själv till bandets manager och kontaktade sina vänner Hite och Dorinda Morgan som gick med på att spela in gruppen, som då kallade sig The Pendletones, och sen släpptes Surfin' som singel. När singeln sen nådde butikerna hade bandets namn ändrats till The Beach Boys. 
Murry insåg att makarna Morgan inte kunde göra så mycket mer för hans söner och började gå från dörr till dörr i hopp om att hitta någon som ville lyssna på deras demoinspelningar och slutligen kom han i kontakt med Nik Venet vid Capitol Records. Murrys envishet under mötet ledde till att Beach Boys fick sitt första skivkontrakt - dessutom vid ett stort och framgångsrikt skivbolag. Murry hade nu väldigt stort inflytande över Beach Boys och han sålde sitt företag för att kunna vara deras manager på heltid, men bröderna Wilson ångrade snabbt att de lät honom bli manager - Murry skötte arbetet på samma sätt som han skött sin roll som förälder; han skrek åt och slog vem han än ville. Murry var outhärdlig på turnéer och tvingade sina söner att betala "böter" för minsta snedsteg, exempelvis om de inte log när de uppträdde. Medan bandet gjorde framsteg blev inspelningssessionerna allt arbetsammare. 
Murry Wilson var frustrerad som låtskrivare med begränsad förmåga och att hans son Brian visade sig vara en skickligare och framgångsrikare kompositör ledde till att Murry blev svartsjuk och avundsjukan växte sig gradvis större, vilket i sin tur medförde att det blev väldigt spänt mellan dem. Ofta och medvetet började han avbryta inspelningssessioner för att påpeka hur han tyckte att inspelningarna skulle kunna bli bättre. Tidigt 1965, då Beach Boys var i full gång med inspelningen av låten Help Me, Rhonda, blev Murry Wilson avskedad som manager åt bandet.
Murry blev deprimerad och tillbringade flera månader i sängen. Han var delägare i rättigheterna till Beach Boys musik och gjorde en del affärer hemma i sängen, men var förtvivlad över att ha avskedats som deras manager. Hans aggressivitet ledde till att han i ett desperat försök att rivalisera mot sina söner lyckades övertala Capitol Records att ge ut ett samlingsalbum med titeln The Many Moods Of Murry Wilson, som uteslutande innehöll sånger av Murry. Därefter bestämde han sig för att bli manager och producent åt The Sunrays, ett band vars musik påminde om Beach Boys men de fick dock inga större framgångar. Audree orkade nu inte längre med sin makes destruktiva beteende och bestämde sig för att separera från honom. 
Under slutet av 1960-talet började Beach Boys popularitet avta och deras skivförsäljning minskade. Murry Wilson fick i princip hela sin inkomst via royaltys från Beach Boys musik men i och med den minskade försäljningen minskade även hans inkomst. I november 1969 sålde Murry, utan Beach Boys samtycke, samtliga rättigheter till deras musik till Irving Almo Music för bara 700.000 dollar och behöll pengarna själv. 
När Beach Boys avskedat Murry Wilson som manager, så gled han ifrån sina söner och resten av bandet mer och mer. Murry och Brian Wilson slutade i stort sett att tala med varandra efter att Murry fått sparken. 
Murry Wilson är angiven som medkompositör (under pseudonymen Reggie Dunbar) tillsammans med Brian Wilson på The Beach Boys låt "Break Away" från 1969.
Då och då gav Murry Wilson intervjuer där han delade med sig av sina åsikter gällande musik och han diskuterade gärna sina söners framgångar men framhävde ofta att berömmelsen har sitt pris och att Beach Boys framgångar gick dem åt huvudet.
Murry och Audree levde isär men förblev gifta och hon var hos honom när han gick bort. Murry Wilson avled till följd av en hjärtattack och ligger begravd på Inglewood Park Cemetery. Hans söner Brian och Dennis Wilson vägrade närvara vid begravningen.

## Diskografi
- The Many Moods of Murry Wilson (1967)